# Jürg Geiser
Jürg Geiser (* 11. Dezember 1967 in Basel) ist ein ehemaliger Schweizer Skeletonfahrer.
Als Skeletonfahrer hat Jürg Geiser seine Karriere im Jahr 1994 begonnen. Nach zwei Jahren wurde er in die Schweizer Nationalmannschaft berufen und fuhr für diese bis einschließlich 2000. Mit der Entscheidung, ein Unternehmen aufzubauen, ist er vom internationalen Skeletonsport zurückgetreten. National tritt er nach wie vor an. Neben Silber- und Bronzemedaillen bei den Schweizer Meisterschaften 1997, 1998 und 1999 hat er diverse Podestplätze bei internationalen Rennen in Königssee, Igls und Oberhof erreicht.